# Messena ochraceiventris
Messena ochraceiventris är en insektsart som beskrevs av Schmidt 1919. Messena ochraceiventris ingår i släktet Messena och familjen Eurybrachidae. Inga underarter finns listade i Catalogue of Life.